# Smerinthus jamaicensis
Smerinthus jamaicensis is een vlinder uit de familie van de pijlstaarten (Sphingidae). De wetenschappelijke naam van de soort werd in 1773 gepubliceerd door Dru Drury.